# Stanisław Gorczyca (1895–1923)
Stanisław Gorczyca (ur. 2 kwietnia 1895 w Białobrzegach, zm. 26 października 1923 w Krośnie) – porucznik piechoty Wojska Polskiego, działacz niepodległościowy, kawaler Orderu Virtuti Militari.

## Życiorys
Urodził się 2 kwietnia 1895 we wsi Białobrzegi, w ówczesnym powiecie krośnieńskim Królestwa Galicji i Lodomerii, w rodzinie Jana i Apolonii. Uczęszczał do c. k. Szkoły Realnej w Krośnie, gdzie w 1912 zdał egzamin dojrzałości. Następnie studiował na Akademii Handlowej w Krakowie i działał w Związku Strzeleckim.
21 sierpnia 1914 wstąpił do Legionów Polskich i został przydzielony do 3. kompanii „rzeszowskiej” VI batalionu. 6 sierpnia 1915 został mianowany sierżantem. 22 października 1915 został ciężko ranny w ataku na wieś Kukle. W maju 1916 wrócił na front do macierzystego batalionu i wziął udział we wszystkich bitwach. Należał do „najlepszych podoficerów VI baonu. Bardzo odważny, sumienny i pracowity, pełen inicjatywy, samodzielny”. W bitwie pod Kostiuchnówką (lipiec 1916) jako dowódca plutonu, „kiedy 5 pułk piechoty wycofał się i nieprzyjaciel zaczął wychodzić na tyły, pierwszy się zorientował, porwał za sobą pluton do kontrataku. Czynem swoim sierż. Gorczyca w znacznej mierze przyczynił się do uratowania sytuacji, dając możność przygotowania się całemu baonowi”. Po kryzysie przysięgowym (lipiec 1917) został wcielony do cesarskiej i królewskiej Armii i wysłany na front włoski. Do Polski wrócił z Armią gen. Hallera.
1 czerwca 1921 był przydzielony do Grupy Inżynieryjnej Nr 5, a jego oddziałem macierzystym był 52 pułk piechoty. Później został formalnie przeniesiony do rezerwy i przydzielony w rezerwie do 52 pułku piechoty w Złoczowie, a następnie do 22 pułku piechoty w Siedlcach. Jako oficer rezerwy został zatrzymany w służbie czynnej, którą pełnił w 6 pułku saperów w Przemyślu. 8 stycznia 1924 został zatwierdzony w stopniu porucznika ze starszeństwem z 1 czerwca 1919 i 579. lokatą w korpusie oficerów rezerwy piechoty. Po zwolnieniu z czynnej służby wojskowej został zatrudniony w Polskim Banku Przemysłowym w Krośnie.

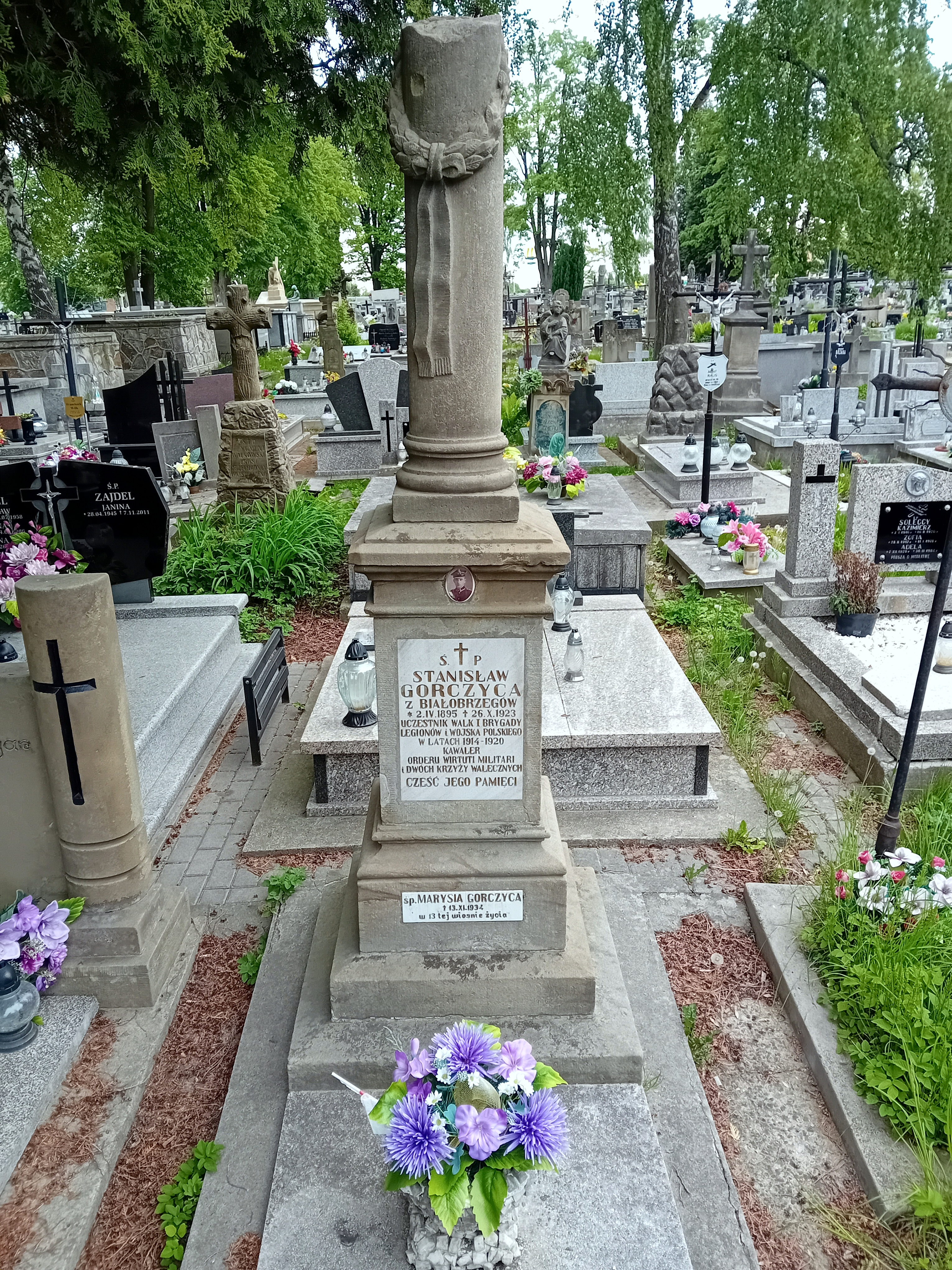
Pomnik nagrobny Stanisława Gorczycy

Zmarł 26 października 1923 w Krośnie. Został pochowany na cmentarzu komunalnym w Krośnie (sektor B1, rząd 6, grób 5). W tym samym grobie została pochowana Marysia Gorczyca (ok. 1921–1934).

## Ordery i odznaczenia
- Krzyż Srebrny Orderu Wojskowego Virtuti Militari nr 5678 (7225) – 17 maja 1922[19][20]
- Krzyż Niepodległości – pośmiertnie 3 czerwca 1933 „za pracę w dziele odzyskania niepodległości”[21][3][22]
- Krzyż Walecznych dwukrotnie – 1922[23][24]
- Odznaka „Za wierną służbę” nr 855[11]

Stanisław Gorczyca dowiedział się, że Naczelny Wódz odznaczył go Krzyżem Srebrnym Orderu Virtuti Militari nr 7225 z informacji prasowej, opublikowanej 8 czerwca 1922 na łamach „Polski Zbrojnej”, lecz nie mógł uczestniczyć w dekoracji żołnierzy byłych Legionów Polskich 13 czerwca tego roku na Placu Saskim w Warszawie. Z kolejnej informacji opublikowanej 5 lipca 1922 na łamach „Polski Zbrojnej” dowiedział się, że „D.O.K. Lwów wzywa wszystkich b. Legjonistów, zamieszkałych na terenie Dowództwa, odznaczonych orderem «Virtuti Militari» («Polska Zbrojna» nr 152 i nast.), aby bezwłocznie podali swe nazwiska i adresy oddziałowi V szt. D.O.K. Lwów – celem podjęcia odznak”. Zastosował się do apelu i przesłał do DOK VI we Lwowie swój adres „por. Gorczyca Stanisław 6. pułk saperów Przemyśl”. 14 lipca zastępca dowódcy Okręgu Korpusu Nr VI generał brygady Mieczysław Linde zwrócił się na piśmie do Adiutantury Naczelnego Wodza w Warszawie „proszę o nadesłanie orderu „Virtuti Militari””. W odpowiedzi, 20 września 1922 rotmistrz Adam Korwin-Sokołowski zawiadomił DOK VI, że „order «Virtuti Militari» V. klasy dla sierż. Gorczycy Stanisława Nr. 7225 został przesłany do Dowództwa 24 pp w Łucku dnia 19 czerwca 1922 r. przez kpt. Ślizowskiego Leopolda z 24 pp”.
Faktycznie kapitan Ślizowski działając z upoważnienia ówczesnego dowódcy 24 pp Stanisława Kalabińskiego odebrał krzyż nr 7225, ale dla ówczesnego chorążego Stanisława Gorczycy (ur. 1900).
24 września 1923 rotmistrz Sokołowski wysłał do Dowództwa Okręgu Korpusu Nr X w Przemyślu order nr 5678 wraz z legitymacją celem wręczenia Stanisławowi Gorczycy, zamieszkałemu w Krośnie (Polski Bank Przemysłowy). 3 października 1923 zastępca szefa sztabu DOK X major SG Bronisław Prugar-Ketling scedował doręczenie orderu na Powiatową Komendę Uzupełnień Sanok, ta 8 października zleciła to zadanie oficerowi ewidencyjnemu w Krośnie, który wystąpił do Magistratu miasta Krosna z prośbą o wezwanie Stanisława Gorczycy do jego biura. Stosowne pismo wpłynęło do magistratu 16 października, dziesięć dni przed śmiercią porucznika Gorczycy, lecz nie zdążono doręczyć mu wezwania, a tym bardziej orderu. 31 października 1923 burmistrz Krosna zawiadomił oficera ewidencyjnego w Krośnie o śmierci Stanisława Gorczycy.
5 czerwca 1924 kapitan Franciszek Józef Ptak (urodzony w Białobrzegach), słuchacz Wyższej Szkoły Intendentury odebrał z Biura Kapituły Order Virtuti Militari nr 5678 wraz z legitymacją w celu wręczenia rodzinie zmarłego porucznika Stanisława Gorczycy.
W 1924 Prokuratura przy Wojskowym Sądzie Okręgowym Nr II w Lublinie wdrożyła postępowanie w związku z podejrzeniem, że porucznik Gorczyca z 24 pp „nieprawnie nosi order nadany śp. Gorczycy Stanisławowi ur. w Białobrzegach, pow. Krosno”.
1 grudnia 1924 szef Biura Kapituły Orderu Virtuti Militari major Adolf Maciesza wysłał do Prokuratora przy Wojskowym Sądzie Okręgowym Nr II w Lublinie sprawozdanie z przeprowadzonego postępowania wyjaśniającego, a w konkluzji napisał: „stwierdzam że sierżantowi (obecnie ppor. z 24 pp.) Gorczycy Stanisławowi jedynie dzięki omyłce wręczono order „Virtuti Militari” V klasy Nr 7225”.